# Leon Körner
Leon Körner, in der nordamerikanischen Schreibweise Koerner (* 24. Mai 1892 in Nový Hrozenkov, Mähren; † 25. September 1972 in Vancouver, Kanada), war ein deutschstämmiger Unternehmer, der bis 1938 auch als Konsul in der Tschechoslowakei und ab 1939 als Holzunternehmer in Kanada wirkte.

## Leben
Der Sohn deutsch-slawischer Eltern schlug zunächst die Militärlaufbahn in Österreich-Ungarn ein und nahm am Ersten Weltkrieg teil. 1920 übernahm er gemeinsam mit seinen drei Brüdern die Holzfirma seines Vaters in Prag. Seine Firma, in der zeitweise 15.000 Beschäftigte in Mitteleuropa tätig waren, trug durch zahlreiche krisenfeste Arbeitsplätze in der Holz verarbeitenden Industrie zum wirtschaftlichen Aufschwung in der neugebildeten Tschechoslowakei bei. Gleichzeitig wirkte er als Konsul in der tschechoslowakischen Landeshauptstadt. Als solcher hatte er enge Kontakte zur Dresdner Bank aufgebaut, durch die er im Deutschen Reich als Vermittler bei der Verschuldung von Unternehmen und Industriellen nach der Weltwirtschaftskrise agierte.
Als sich im September 1938 die Besetzung des Sudetenlandes durch das Münchener Abkommen abzeichnete, verließ er aufgrund seiner jüdischen Abstammung die Tschechoslowakei und floh nach England. Seine Firma in Prag wurde enteignet und mehrere seiner in der Heimat zurückgebliebenen Verwandten starben in deutschen Konzentrationslagern.
1939 ging Körner nach Vancouver, wo er sehr erfolgreich einen neuen Holzhandel aufbaute, die Alaska Pine Company. Gemeinsam mit seiner Ehefrau gründete er 1955 die Leon-und-Thea-Körner-Stiftung mit einem Stiftungskapital von einer Million Dollar. Es folgten weitere Stiftungen für wohltätige und wissenschaftliche Zwecke.
Leon Körner erhielt zwei Ehrendoktortitel verliehen und 1983 wurde er postum in die Canadian Business Hall of Fame aufgenommen.
Die Ehe Leons mit der Wiener Theater- und Filmschauspielerin Thea Rosenquist blieb kinderlos.

## Nachwirkung
Die kanadische Regierung, vertreten durch den für das Historic Sites and Monuments Board of Canada zuständigen Minister, ehrte  Körner am 20. April 2009 für sein Wirken als eine der führenden Persönlichkeit in der Forstindustrie von British Columbia und erklärte ihn zu einer „Person von nationaler historischer Bedeutung“.